# Étaule
Pour les articles homonymes, voir Étaules et Vassy.
Étaule est une commune française située dans le département de l'Yonne en région Bourgogne-Franche-Comté.

## Géographie
Plus généralement appelée "Vassy-Étaules", la commune est située à 3,5 kilomètres au nord d'Avallon, dans un site champêtre très agréable, typique de la porte du Morvan.
La commune est formée de deux parties : Étaule-le-Bas et Vassy-lès-Avallon, ainsi que du hameau "La Gare".
Le hameau voisin d'Étaule-le-Haut est rattaché à la commune de Sauvigny-le-Bois.
Étaule est traversé par le ruisseau d'Aisy et environné de petits promontoires boisés.
Vassy est construit au sommet d'un monticule : celui-ci se rattache à une colline de forme conique et culmine à 310 mètres.

### Communes limitrophes

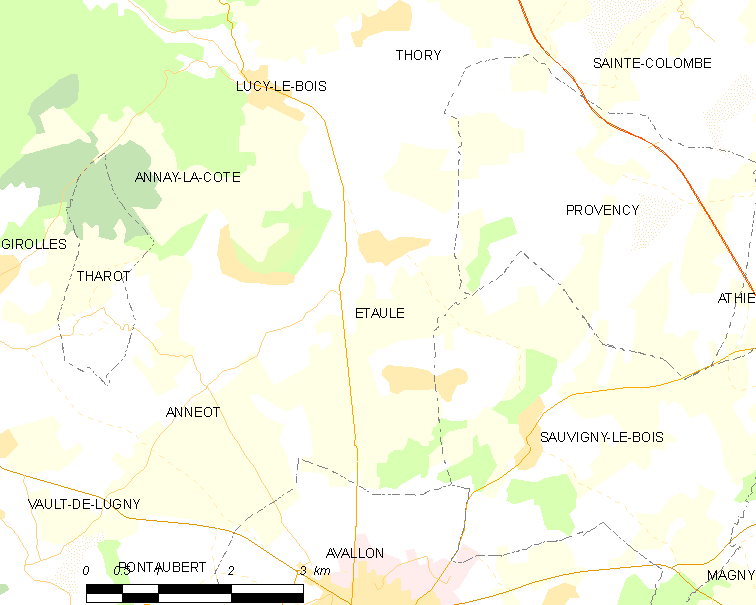
Carte de la commune d'Étaule et des proches communes.

### Climat
Pour des articles plus généraux, voir Climat de la Bourgogne-Franche-Comté et Climat de l'Yonne.
En 2010, le climat de la commune est de type climat océanique dégradé des plaines du Centre et du Nord, selon une étude du Centre national de la recherche scientifique s'appuyant sur une série de données couvrant la période 1971-2000. En 2020, Météo-France publie une typologie des climats de la France métropolitaine dans laquelle la commune est exposée à un climat océanique altéré et est dans la région climatique  Lorraine, plateau de Langres, Morvan, caractérisée par un hiver rude (1,5 °C), des vents modérés et des brouillards fréquents en automne et hiver. 
Pour la période 1971-2000, la température annuelle moyenne est de 10,7 °C, avec une amplitude thermique annuelle de 16 °C. Le cumul annuel moyen de précipitations est de 855 mm, avec 12,2 jours de précipitations en janvier et 8,3 jours en juillet. Pour la période 1991-2020, la température moyenne annuelle observée sur la station météorologique de Météo-France la plus proche, « St André », sur la commune de Saint-André-en-Terre-Plaine à 13 km à vol d'oiseau, est de 11,3 °C et le cumul annuel moyen de précipitations est de 849,9 mm. 
La température maximale relevée sur cette station est de 41,3 °C, atteinte le 24 juillet 2019 ; la température minimale est de −16 °C, atteinte le 20 décembre 2009,,. 
Les paramètres climatiques de la commune ont été estimés pour le milieu du siècle (2041-2070) selon différents scénarios d'émission de gaz à effet de serre à partir des nouvelles projections climatiques de référence DRIAS-2020. Ils sont consultables sur un site dédié publié par Météo-France en novembre 2022.

## Urbanisme

### Typologie
Au 1er janvier 2024, Étaule est catégorisée commune rurale à habitat dispersé, selon la nouvelle grille communale de densité à sept niveaux définie par l'Insee en 2022.
Elle est située hors unité urbaine. Par ailleurs la commune fait partie de l'aire d'attraction d'Avallon, dont elle est une commune de la couronne,. Cette aire, qui regroupe 74 communes, est catégorisée dans les aires de moins de 50 000 habitants,.

### Occupation des sols
L'occupation des sols de la commune, telle qu'elle ressort de la base de données européenne d’occupation biophysique des sols Corine Land Cover (CLC), est marquée par l'importance des territoires agricoles (86 % en 2018), une proportion sensiblement équivalente à celle de 1990 (86,6 %). La répartition détaillée en 2018 est la suivante : 
terres arables (50,4 %), prairies (35,1 %), forêts (7,7 %), zones urbanisées (6,3 %), zones agricoles hétérogènes (0,4 %). L'évolution de l’occupation des sols de la commune et de ses infrastructures peut être observée sur les différentes représentations cartographiques du territoire : la carte de Cassini (XVIIIe siècle), la carte d'état-major (1820-1866) et les cartes ou photos aériennes de l'IGN pour la période actuelle (1950 à aujourd'hui).

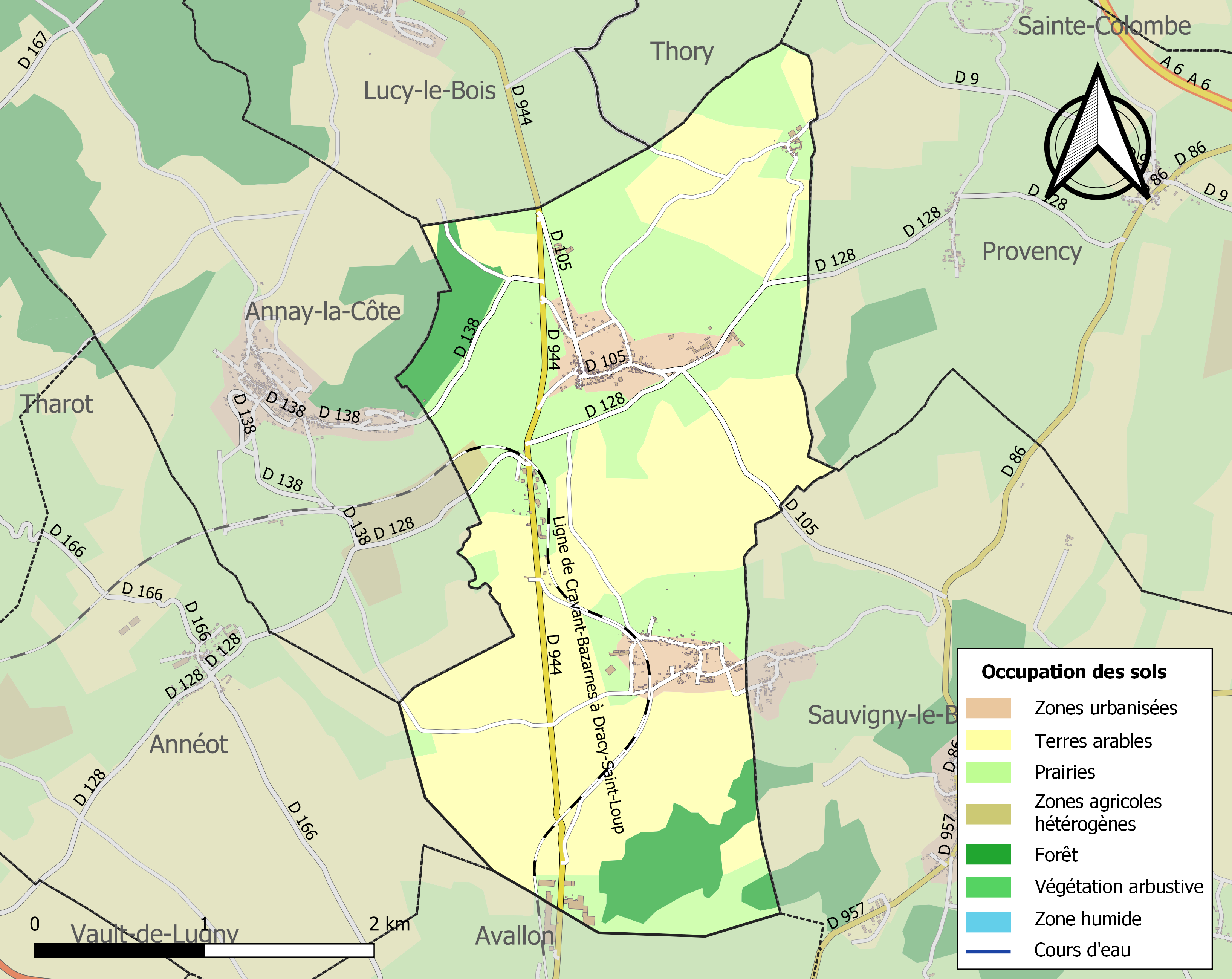
Carte des infrastructures et de l'occupation des sols de la commune en 2018 (CLC).

## Toponymie
Étaule est mentionné au XIIe siècle sous le nom de Stabulae, et dans une charte de 1228. Dans la charte de 1209 : Estaubles, Stabulis en (1228). Au XIIIe siècle, on retrouve une mention de Vassy sous le nom de Vasseium.

## Histoire
Eudes III de Bourgogne, fait concession du fief d'Étaule(s), en 1209, à l'Abbaye de Saint-Martin d'Autun. La Forêt d'Étoles (Stabulis) fait l'objet d'une charte avec l'Abbaye de Saint-Martin, en 1228.
La terre d'Étaule était possédée en indivision par le chapitre d'Avallon et une famille seigneuriale, les "du Vernes" au XVe siècle et les Clugny au XVIe siècle. Le château existant d'Étaule fut rebâti à l'époque par Georges de Clugny.
L'ancienne route Paris-Lyon passait par Vassy.
En 1786, des recherches sont faites pour trouver du charbon de terre.
Honoré Gariel et son frère Hippolyte créèrent en 1835 une société afin de produire de la chaux hydraulique (ou ciment prompt). « Un dépôt fut fondé à Paris ; le ciment, qualifié désormais de "Ciment romain de Vassy" fut employé dans des entreprises considérables, et fit la fortune de la Société, dont Honoré Gariel avait cessé de faire partie ».
Le hameau dépassa le chef-lieu de la commune : devenu maire, Honoré Gariel transféra la mairie d'Étaule à Vassy.
La famille Gariel dota Vassy d'une école de filles (dirigée par les sœurs de la Providence), d'une chapelle et d'un presbytère. La population augmentant régulièrement, une nouvelle église fut construite en 1859 et terminée en 1862.
En 1871, le hameau fut doté d'une gare sur la ligne de Cravant - Bazarnes à Dracy-Saint-Loup afin de desservir les cimenteries.
Mais en 1885, Adrien Dumarcet, successeur de la famille Gariel, installe ses usines à Provency et ferme la cimenterie de Vassy.
À noter également le hameau de « La Vaire », autrefois appelé « La Vesvre ». Vesvre est un toponyme d'origine gauloise wabero qui désignait le ruisseau de faible débit ou intermittent, puis le ruisseau dans un bois, une terre, jadis humide ; il a pu désigner à partir de là un nom de lieu : « Vesvres » en Côte-d'Or et en Haute-Marne, nom de hameau que l'on retrouve comme nom de lieu-dit fréquent dans la Nièvre et dans l'Yonne.
On retrouve dans « Description des villes et campagnes du département de l'Yonne » de Victor Petit la mention de La Vaire : « La Vaire, Varia au XIIIe siècle, située dans une vallée à l'extrémité nord de la commune ». Située dans le duché de Bourgogne depuis l'origine, « les hameaux de Vassy et de La Vaire, communes d'Étaules, ont fait partie de cette paroisse jusqu'au neuf juillet 1870, date du décret en succursale de l'église de Vassy » in Mémoire sur Étaules de Breuillard. L'Armorial historique de l'Yonne de 1862 évoque la terre de la seigneurie de Vassy et de La Vaire. Tout d'abord possession du seigneur du château d'Étaules-le-Bas, ces terres furent vendues en mai 1595 au Robert Lefoul. « Cette seigneurie ne consistait qu'en toute justice, haute, moyenne et basse, droit de bourgeoisie dû à raison de 5 sols par feu » in Mémoire sur Étaules de Breuillard p. 55. Ce nouveau seigneur de Vassy et de La Vaire, par ailleurs conseiller du roi au bailliage d'Avallon la transmet à sa fille Guillemette qui la vend le 4 août 1658 à Pierre Colas Cromot. Il y avait à l'époque cinq maisons à La Vaire et six à Vassy. La famille de Cromot dominait ces terres de l'Avallonnais depuis son anoblissement le 27 avril 1761. À ce propos, on disait d'eux en Bourgogne : « « Frappez sur un buisson, il en sortira un de Guyon, entrez dans un château, vous y verrez un de Cromot ». Parmi les plus illustres personnes de cette famille, Jules-David Cromot du Bourg surintendant des finances de Louis XVIII, son fils Maxime de Cromot du Bourg, aide de camp du général de Rochambeau, lors de la guerre d'indépendance des États-Unis. Il y a aussi Dominique Cromot, chanoine à la collégiale Saint-Lazare d'Avallon, Jacques et Georges Cromot, avocats au parlement demeurant à Dijon. C'est enfin Françoise de Cromot, qui épousa en 1782 François-Louis, comte de Saillans, héros de la contre-révolution dans le Vivarais, et qui hérita des terres de la seigneurie de Vassy et de La Vaire en 1778.

## Politique et administration
| Période | Période  | Identité         | Étiquette | Qualité             |
| ------- | -------- | ---------------- | --------- | ------------------- |
|         |          |                  |           |                     |
| 2001    | En cours | Olivier Rauscent | DVD       | exploitant agricole |

## Démographie
L'évolution du nombre d'habitants est connue à travers les recensements de la population effectués dans la commune depuis 1793. Pour les communes de moins de 10 000 habitants, une enquête de recensement portant sur toute la population est réalisée tous les cinq ans, les populations de référence des années intermédiaires étant quant à elles estimées par interpolation ou extrapolation. Pour la commune, le premier recensement exhaustif entrant dans le cadre du nouveau dispositif a été réalisé en 2004.

En 2022, la commune comptait 392 habitants, en évolution de +9,19 % par rapport à 2016 (Yonne : −1,95 %, France hors Mayotte : +2,11 %).
| 1793 | 1800 | 1806 | 1821 | 1831 | 1836 | 1841 | 1846 | 1851 |
| ---- | ---- | ---- | ---- | ---- | ---- | ---- | ---- | ---- |
| 378  | 439  | 414  | 397  | 438  | 400  | 429  | 510  | 536  |

| 1856 | 1861 | 1866 | 1872 | 1876 | 1881 | 1886 | 1891 | 1896 |
| ---- | ---- | ---- | ---- | ---- | ---- | ---- | ---- | ---- |
| 555  | 641  | 675  | 591  | 625  | 622  | 601  | 474  | 474  |

| 1901 | 1906 | 1911 | 1921 | 1926 | 1931 | 1936 | 1946 | 1954 |
| ---- | ---- | ---- | ---- | ---- | ---- | ---- | ---- | ---- |
| 422  | 437  | 385  | 376  | 356  | 360  | 314  | 308  | 292  |

| 1962 | 1968 | 1975 | 1982 | 1990 | 1999 | 2004 | 2006 | 2009 |
| ---- | ---- | ---- | ---- | ---- | ---- | ---- | ---- | ---- |
| 298  | 327  | 298  | 335  | 393  | 409  | 422  | 418  | 412  |

| 2014 | 2019 | 2022 | - | - | - | - | - | - |
| ---- | ---- | ---- | - | - | - | - | - | - |
| 377  | 390  | 392  | - | - | - | - | - | - |

## Lieux et monuments

### Étaule-le-Bas

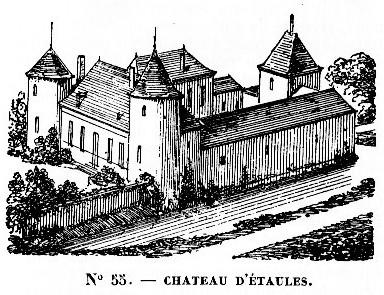
Dessin de Victor Petit

- Château d'Étaules, maison forte du XVIe siècle : corps de logis terminé par deux tours rondes et attenant à des bâtiments de service, avec une avant-cour entourée autrefois de fossés[15].
- Église Saint-Valentin, reconstruite en 1705 par le chapitre d'Avallon, propriété de la commune d'Étaules. Portail plein cintre XIIe, chapiteaux XIIIe. À l’intérieur : triptyque sculpté sur bois. Le chœur est voûté en pierre et cintré. L’église, aujourd'hui isolée de la commune, est à l'emplacement de l'ancien village d'Aisy[22]. Elle a été totalement restaurée en 2009, avec la mise en valeur d'éléments anciens découverts lors des travaux : niches, table d'autel.

### Vassy
- Ancienne cimenterie fondée en 1832 par Honoré et Hippolyte Gariel d'Avallon, et François Garnier de Marmeaux.

« Pendant cette période, la fabrication allait toujours en augmentant ; il fallut doubler, puis tripler le nombre de fours. En 1840, quinze broyeurs, actionnés nuit et jour par des chevaux que l'on échangeait toutes les deux heures, étaient à peine suffisants pour la production. En 1855, une machine à vapeur remplaça les chevaux pour la fabrication ; cette machine, d'une force de 120 chevaux environ, sortie des ateliers de la maison Farcot, avait figuré à l'Exposition Universelle. Ce fut, parait-il, la première machine à vapeur employée pour l'industrie dans le département de l'Yonne. »

. En 1885, l'exploitation de l'usine cesse et la cimenterie est transformée en ferme. La grande cheminée est démolie en 1905.
- Église de la Nativité-de-Notre-Dame édifiée de 1859 à 1862, à l'initiative de la famille Gariel. Elle est construite dans le style ogival du XIVe siècle, avec une façade de style gothique. L'église - d'une longueur de 45 mètres - comporte trois nefs composées de cinq travées, elle est surmontée d'un clocher terminé en flèche. Dans une crypte se trouve le caveau funéraire de la famille Gariel.

« Dans cette église, il n'a été employé de pierre que ce qui était indispensable. Le ciment de Vassy a pris les formes les formes les plus diverses et a servi aux nervures des voûtes, à l'ornementation des chapiteaux et au revêtissement général des parois, aussi bien à l'intérieur qu'à l'extérieur. »

- Château de Vassy-le-Bois du XIXe siècle construit en 1873 par la famille Gariel, encadré par deux tours rondes. Parc avec bassin et fausses ruines appartenant actuellement à la famille Du Baysnat de Septfontaine[24],[25].

## Personnalités liées à la commune
- famille Gariel : Honoré et Hippolyte, fondateurs des cimenteries en 1835. Ils développèrent Vassy au XIXe siècle, le dotant d'une école, d'une église, d'une gare.
- Bernard Ferrand (1900-1944), prêtre catholique français, résistant et écrivain combattant

## Pour approfondir